# Racomitrium decurrens
Racomitrium decurrens là một loài Rêu trong họ Grimmiaceae. Loài này được Dixon mô tả khoa học đầu tiên năm 1960.